# Chiesa di San Tommaso (Foggia)
La chiesa di San Tommaso è una chiesa di Foggia.
Anche se l'aspetto attuale di questa chiesa non rivela le sue antiche origini (seconda metà dell'XI secolo), si tratta del più antico monumento sacro della città. Fu eretta nel sito della Taverna del Gufo, che ospitò per la prima volta il Sacro tavolo dell'Iconavetere che la pia tradizione vuole sia stato trovato da alcuni pastori nel 1062 (o 1073) nelle paludi della zona, allora disabitata. Nel 1731 anche questa chiesa fu interamente distrutta dal terremoto, e le pratiche religiose poi furono compiute in una baracca appositamente costruita nei pressi della Chiesa di Sant'Agostino. Solo nel 1766 il Comune di Foggia ricostruì il tempio. In esso ancora oggi, nel giorno 13 agosto di ogni anno, il Sacro Tavolo dell'Iconavetere viene portato processionalmente dalla Cattedrale, per rimanervi sino al giorno successivo, nel quale di nuovo in processione viene portato in giro per la città con grande accompagnamento del clero, delle autorità cittadine e del popolo, e riportato in Cattedrale, dove continuano le solenni cerimonie religiose fino al giorno 15, festa dell'Assunta. Il 14 agosto del 1839, in occasione di queste celebrazioni, per circostanze non bene accertate, il Tempio restò incendiato e quasi interamente distrutto, ma poi fu nuovamente rimesso nel pristino stato.